# Menaion

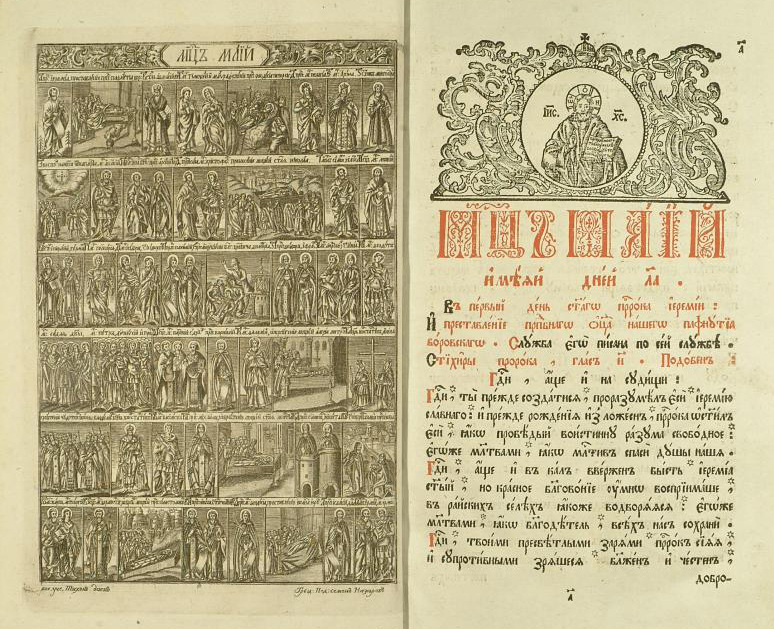
Menaion på kyrkslaviska.

Menaion (kyrkslaviska: Минїѧ; grekiska: Μηναῖον) är en liturgisk bok som används inom de östliga ortodoxa kyrkorna och som har en lista över datum för högtider och festdagar för helgon runt året.

## Menaionikoner
Inom ikonografin finns det ikoner som avbildar helgon och som vördas under en viss månad.

### Ikoner

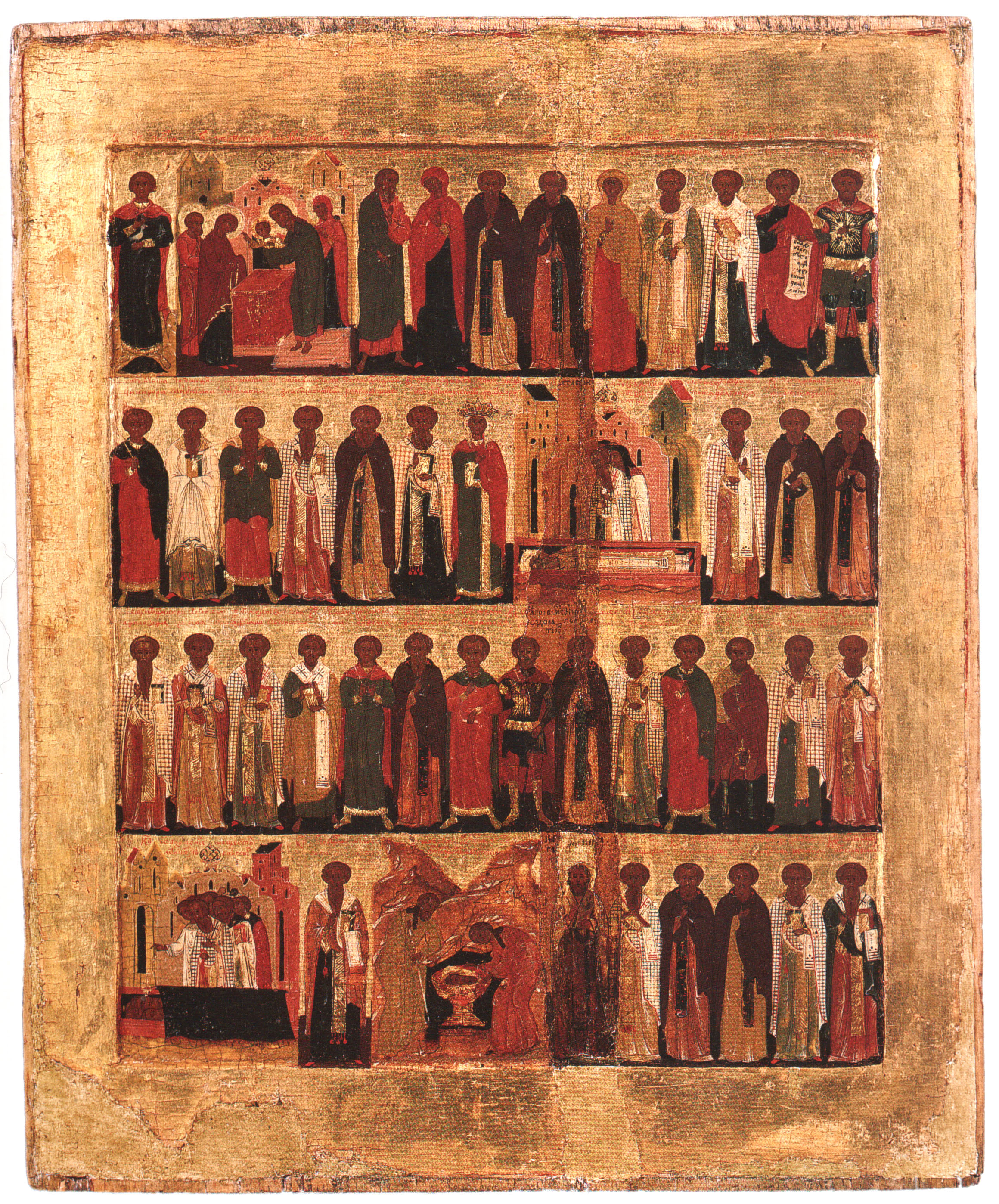
Rysk menaionikon.
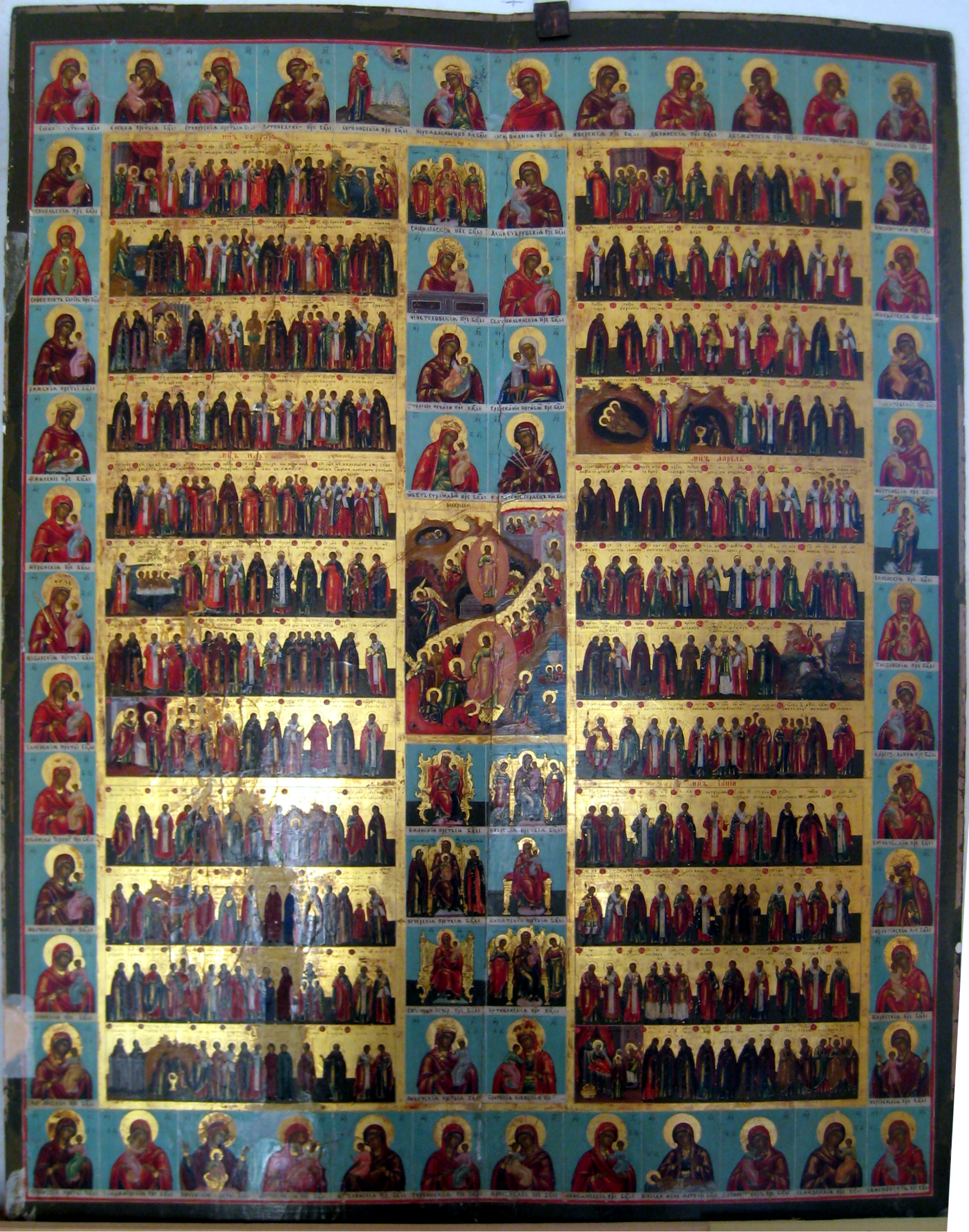
Rysk menaionikon.